# Генератор Кокрофта — Уолтона
Генера́тор Ко́крофта — Уо́лтона — один из типов умножителя напряжения, устройство для преобразования относительно низкого переменного напряжения или пульсирующего напряжения в высоковольтное постоянное напряжение.

## История
Принципиальная схема умножителя с удвоением напряжения была разработана в 1919 году швейцарским физиком Генрихом Грайнахером. По этой причине каскадный удвоитель напряжения данного типа иногда называют умножителем Грайнахера.
Известно, что первый многокаскадный умножитель по идее Грайнахера был построен в 1932 году Джоном Кокрофтом и Эрнстом Уолтоном для использования его в качестве высоковольтного источника напряжения в ускорителе заряженных частиц, предназначенного для проведения эксперимента по искусственному расщеплению атомных ядер (практически одновременно такой же эксперимент впервые в СССР был проведен в УФТИ), поэтому иногда умножитель напряжения называют генератором Кокрофта — Уолтона.

## Устройство
Умножитель напряжения преобразует переменное напряжение в высокое постоянное напряжение. Умножитель строится из лестницы (секций, ступеней, каскадов) конденсаторов и диодов. В отличие от трансформатора такой метод не требует тяжёлого сердечника и высоковольтной изоляции, так как напряжения на всех ступенях приблизительно равны. Используя только конденсаторы и диоды, умножители напряжения такого типа могут преобразовывать относительно низкое напряжение в очень высокое, при этом оказываясь много легче и дешевле по сравнению с высоковольтными трансформаторами. Ещё одним преимуществом является возможность снимать более низкие напряжения с любого каскада схемы, так же как в трансформаторе с многоотводной обмоткой.
{\displaystyle U_{\text{вых}}=2U_{\text{вх}}\cdot n,}
где {\displaystyle n} — число каскадов;
{\displaystyle U_{\text{вх}}} — амплитуда входного переменного напряжения;
{\displaystyle U_{\text{вых}}} — выходное постоянное напряжение.
Несмотря на свои теоретические недостатки и ограничения, умножитель напряжения стал такой же классикой в электронной схемотехнике для получения высокого постоянного напряжения как и двухполупериодный выпрямитель (диодный мост) для получения постоянного тока из переменного. На принципиальных электрических схемах его даже не рисуют подробно, а изображают в виде специального значка[какого?].
Промышленность выпускает очень широкий ассортимент модульных «умножителей напряжения» с нормированными параметрами применяемых в большинство устройств с электронно-лучевыми приборами — с кинескопами в телевизорах, ЭЛТ-мониторами, индикаторах радаров или осциллографов.

## Технические характеристики
На практике умножитель имеет ряд недостатков. Если умножитель имеет слишком много каскадов, напряжение на последних каскадах будет ниже упрощённо теоретически ожидаемого, в основном из-за ненулевого импеданса конденсаторов в начальных секциях. Практически нецелесообразно питание умножителя непосредственно напряжением промышленной частоты, так как в этом случае требуются высоковольтные конденсаторы большой ёмкости, что сильно ухудшает массогабаритные показатели устройства. Пульсации выходного напряжения также увеличиваются, что в некоторых случаях неприемлемо. Обычно на вход умножителя напряжение подаётся с выхода высокочастотного высоковольтного трансформатора и повышается до нужной величины в умножителе.
Существуют умножители на напряжения от нескольких сотен вольт до нескольких миллионов вольт.

## Применение
Умножители применяются во многих областях техники, в частности в устройствах для электрической накачки лазера, в источниках высокого напряжения систем рентгеновского излучения, лампах бегущей волны, ионных насосах, электростатических системах, ионизаторах воздуха, ускорителях частиц, копировальных аппаратах, осциллографах, телевизорах и во многих других устройствах, где необходимо постоянное высокое напряжение с небольшой силой тока.

## Влияние на организм человека
Высоковольтные генераторы, например, высоковольтный умножитель телевизора и иные бытовые высоковольтные генераторы постоянного тока смертельно опасны, используется частота в 50 герц (в умножителе классического телевизора частота около 15 кГц, в мониторах ещё выше), скин-эффект отсутствует, или исчезающе слаб, и ток потечёт через внутренние органы человека (опасным для жизни считается ток в десятки мА).